# Ezra Furman
Ezra Furman (Chicago, 5 de setembro de 1986) é uma cantora e compositora estadunidense. Atualmente, Furman faz turnês solo e com sua banda Ezra Furman & the Boy-Friends, tendo anteriormente tocado com a banda Ezra Furman and the Harpoons.

## Carreira

### Ezra Furman and the Harpoons
Ezra Furman and the Harpoons foi uma banda de rock de quatro membros ativa de 2006 a 2011. A banda foi criada na Universidade Tufts e era composta por Ezra Furman (vocal, guitarra), Job Mukkada (baixo), Adam Abrutyn, (bateria) e Andrew Lager (guitarra).

### The Year of No Returning
Após uma turnê para promover o álbum Mysterious Power, Furman gravou um álbum solo, The Year of No Returning, sem um selo. Ela conseguiu dinheiro pelo Kickstarter para a gravação e o lançamento independente do álbum. O álbum foi gravado no Studio Ballistico, localizado, na época, no sótão da casa de Furman, sendo produzido por Tim Sandusky, que também morava no local. O álbum foi lançado em fevereiro de 2012. No fim do ano, Furman assinou com a Bar/None Records, que relançou The Year of No Returning no verão de 2013.
Ezra Furman & the Boy-Friends, uma banda de turnês, foi formada na primavera de 2012 e fez shows para a promoção de The Year of No Returning. Era composta por Jorgen Jorgensen (baixo), Ben Joseph (teclado e gutarra), e Sam Durkes (bateria). Tim Sandusky (saxofone) entrou em 2013.

### Day of the Dog
Furman lançou Day of the Dog em outubro de 2013, também produzido por Tim Sandusky, gravado no Studio Ballistico e lançado pela Bar/None Records. Este álbum fez com que Furman ganhasse notoriedade no Reino Unido, tendo recebido uma resenha com nota máxima (5/5) de Michael Hann, no The Guardian: "Ezra Furman fez um álbum de rock'n'roll clássico que nunca parece um exercício, mas, sim, uma experiência viva e natural de expressão individual" e uma resenha de nota 8/10 na NME: "Um uso malcriado e esfarrapado de New York Dolls, Ramones da época de Spector e E Street Band. Uma pérola inesperada".
A banda fez turnês no Reino Unido em 2014 e foi recebida positivamente pela imprensa. "O roqueiro punk-despedido não é legal demais para ter uma recepção ricamente delirante."

### Perpetual Motion People
No início de 2015, Furman assinou com a Bella Union e em 27 de abril a banda anunciou que um novo álbum, Perpetual Motion People, seria lançado em seis de julho (Reino Unido/Europa) e em dez de julho (EUA). Com a ajuda de resenhas positivas, Perpetual Motion People chegou ao número 23 na semana de estreia no Reino Unido. Uma série de shows foi feita na Europa e nos Estados Unidos, paralelamente ao lançamento do álbum.

## Vida pessoal
Furman é uma mulher judia, transgênero e bissexual. Seu irmão mais novo, Jonah, foi o vocalista e baixista da banda de rock Krill, de Boston, até o fim do grupo, em outubro de 2015.

## Discografia

### Álbuns

#### Ezra Furman and the Harpoons
- Banging Down the Doors (2007)
- Inside the Human Body (2008)
- Mysterious Power (2011)

#### Solo
- The Year of No Returning (2012)
- Day of the Dog (2013)
- Perpetual Motion People (2015)
- Transangelic Exodus (2018)
- Twelve Nudes (2019)

### EPs
- Songs by Others (2019)
- Big Fugitive Life (2016)
- Jam in the Van (2018)

### Singles
- "My Zero/Caroline Jones" (2013)
- "Restless Year" (2015)
- "Lousy Connection" (2015)[10]
- "Driving Down to LA" (2017)
- "Unbelievers" (2018)
- "Calm down aka I Should Not Be Alone" (2019)